# Risso (Uruguay)
Pour les articles homonymes, voir Risso.
Risso est une ville de l'Uruguay située dans le département de Soriano. Sa population est de 666 habitants.

## Histoire
Risso a reçu le statut de peuple (pueblo) le 13 mai 1971.

## Population
| Année | Population |
| ----- | ---------- |
| 1963  | 429        |
| 1975  | 515        |
| 1985  | 431        |
| 1996  | 509        |
| 2004  | 666        |

Référence,